# Anna Menel

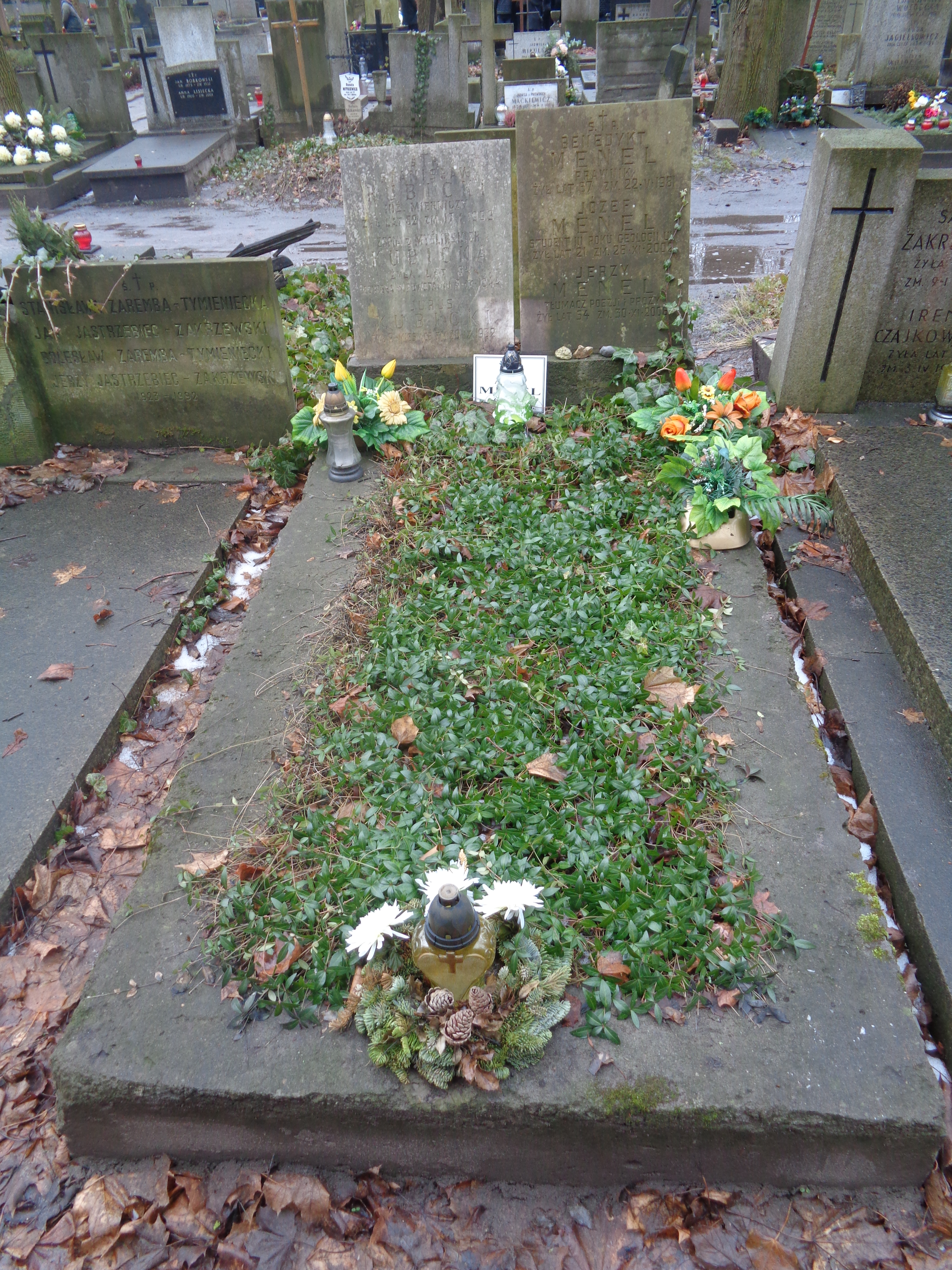
Grób Anny Menel na cmentarzu Powązkowskim

Anna Menel z domu Kubicka (ur. w 1920, w Warszawie, zm. 17 listopada 2007 tamże) – polska malarka, współzałożycielka Stowarzyszenia Polskich Malarzy Miniaturzystów. 

## Życiorys
Uczestniczka powstania warszawskiego, sanitariuszka, pseudonim Hanka. Studiowała na Wydziale Architektury Politechniki Warszawskiej. W okresie powojennym podjęła pracę artystyczną między innymi w Teatrze Lalka, a także na Targach Wrocławskich. Od lat 70 – XX w., tworzyła przede wszystkim miniatury techniką akwarelową na jedwabiu i kości słoniowej. Prace Anny Menel znajdują się w licznych kolekcjach krajowych i zagranicznych. Pochowana w grobowcu rodzinnym  na warszawskich Powązkach kw. 316, rząd 2